# Klaudija Sedar
Klaudija Sedar (Murska Sobota, 13. svibnja, 1980.) slovenska je latinistica i opća jezikoslovka.
Rođena je u Prekomurju. U Gornjim Petrovcima je završila osnovnu školu, a u Murskoj Soboti srednju školu. U Ljubljani je studirala općno jezikoslovje. 2013. godine diplomirala je s doktorskom disertacijom Kulturna podoba JV Prekmurja v 17. in 18. stoletju u Novoj Gorici.
Predavala je u Lendavi i Murskoj Soboti. Od 2008. do 2013. je bila asistentica istraživanja kod organizacije ZRC SAZU Prekmurje u Petanjcima. Od 2015. je stručnjakinja za poznavanje uže domovine u Regionalnoj knjižnici u Murskoj Soboti (Pokrajinska in študijska knjižnica).
Bavi se prekomurskom kulturnom poviješću i očuvanjem kulturnopovijesne baštine Prekomurja. Aktivno sudjeluje u znanstvenom istraživanju i konferencijama.

## Vanjske poveznice
- SEDAR,  Klaudija (pomurci.si)  Arhivirana inačica izvorne stranice od 20. veljače 2021. (Wayback Machine)
- [neaktivna poveznica]
- Življenjepis: Klaudija Sedar (pif.si)[neaktivna poveznica]